# Schellackseife
Als Schellackseife bezeichnet man gebleichten und meist entwachsten, mit Ammoniak verseiften Schellack.
Hierzu wird der Schellack in Salmiakgeist aufgelöst (verseift) und anschließend wieder getrocknet. Als Verseifungsmittel kommen auch andere Alkalien in Frage, wie z. B. Kalilauge oder Natronlauge.
Für den Verbraucher hat Schellackseife den Vorteil, dass er nicht mit ätzenden Laugen umgehen muss, um eine wässrige Lösung von Schellack zu erhalten.